# Calamagrostis leonardii
Calamagrostis leonardii är en gräsart som beskrevs av Mary Agnes Chase. Calamagrostis leonardii ingår i släktet rör, och familjen gräs. Inga underarter finns listade i Catalogue of Life.